# Filippo Amadei
Pour les articles homonymes, voir Amadei.
Filippo Amadei (dit Pippo ou Mattei) fut un violoniste, violoncelliste et compositeur italien né vers 1675 à Reggio d'Émilie et mort, vraisemblablement à Rome, après 1729.

## Biographie
On ne sait rien de sa formation. Au service du fastueux cardinal Ottoboni, il aurait participé à des concerts sous la direction de Corelli en tant que violoniste.
Présent à Londres de 1719 à 1722 en tant que violoncelliste principal à la Royal Academy of Music, il a notamment composé la musique du premier acte de l'opéra Muzio Scevola (1721), celles des deux autres étant composées respectivement par Giovanni Bononcini et Georg Friedrich Haendel.

## Œuvres
Oratorio :
- Teodosio il giovane Rome, 1711, sur l'histoire de l'empereur byzantin Théodose II (401–450)

Opéras :
- Arsace Londres, Royal Academy of Music, 1er février 1721 (14 airs ajoutés à l'opéra Amore e maestà de Giuseppe Maria Orlandini)
- Muzio Scevola Acte 1, Londres, Royal Academy of Music, 15 avril 1721.

## Sources
- (en) Winton Dean et John Merrill Knapp, Handel's operas : 1704-1726, Oxford, Oxford University Press, 1987, 751 p. (ISBN 0-19-315219-3), p. 307